# Sân bay quốc tế Tbilisi
Sân bay quốc tế Tbilisi (tiếng Gruzia: თბილისის საერთაშორისო აეროპორტი) (IATA: TBS, ICAO: UGTB) là sân bay quốc tế chính ở Gruzia, gần thủ đô Tbilisi.
Tháng 2 năm 2007, việc xây dựng lại đã hoàn tất. Dự án này bao gồm xây một nhà ga mới, bãi đỗ xe, nâng cấp bãi đỗ máy bay, đường lăn, đường cất hạ cánh và các thiết bị mặt đất. Một tuyến đường ray nối sân bay này với thành phố cũng được xây dựng với nhà ga đường sắt nằm đối diện với sân bay này. Đại lộ
George W. Bush nối sân bay này với trung tâm Tbilisi.
Tổng chi phí thực hiện dự án là 90 triệu dollar Mỹ. Năng lực phục vụ của sân bay này là 2,8 triệu lượt khách mỗi năm..
Năm 2007, số lượt khách tăn 8,5% và số lượt chuyến tăng 18,7%..

## Các hãng hàng không và các tuyến điểm
- Aeroflot (Moscow-Sheremetyevo)
- Aerosvit (Kyiv-Boryspil)
- AirBaltic (Riga)
- Arkia Israel Airlines (Tel Aviv)
- Austrian Airlines (Vienna)
- Azerbaijan Airlines (Baku)
- Belavia (Minsk)
- bmi (London-Heathrow)
- Czech Airlines (Prague)
- DonbassAero (Donetsk)
- Dniproavia (Dnipro)
- FlyLal (Vilnius)
- Georgian Airways (Amsterdam, Athens, Baku, Batumi, Dubai, Frankfurt, Kyiv-Boryspil, Minsk, Moscow-Domodedovo, Paris-Charles de Gaulle, Tel Aviv, Vienna)
- Georgian National Airlines (Almaty, Dnipro, Kyiv-Boryspil, Kyiv-Zhuliany, Odessa)
- LOT Polish Airlines (Warsaw)
- Lufthansa (Munich)
- Lviv Airlines (Lviv)
- S7 Airlines (Moscow-Domodedovo)
- TAM Air (Kyiv-Boryspil, Tashkent)
- Turkish Airlines (Istanbul-Atatürk)
- Ukraine International Airlines (Kyiv-Boryspil)
- UM Airlines (Kyiv-Boryspil)